# Takumi Hasegawa
Takumi Hasegawa (jap. 長谷川 巧, Hasegawa Takumi; * 6. Oktober 1998 in der Präfektur Niigata) ist ein japanischer Fußballspieler.

## Karriere
Takumi Hasegawa erlernte das Fußballspielen in der Jugendmannschaft von Albirex Niigata. Hier unterschrieb er 2017 auch seinen ersten Profivertrag. Der Verein aus Niigata, einer Großstadt in der Präfektur Niigata auf Honshū, der Hauptinsel Japans, spielte in der höchsten japanischen Liga, der J1 League. Ende 2017 musste er mit dem Klub den Weg in die Zweitklassigkeit antreten. Von Juli 2018 bis Januar 2019 wurde er an den in der J3 League spielenden Thespakusatsu Gunma nach Kusatsu ausgeliehen. Direkt im Anschluss erfolgte eine Ausleihe an den Ligakonkurrenten Zweigen Kanazawa nach Kanazawa. Für Kanazawa absolvierte er 58 Ligaspiele. Nach Ende der Saison 2020 kehrte er zu Albirex zurück. Am Ende der Saison 2022 feierte er mit Albirex die Meisterschaft und den Aufstieg in die erste Liga. Nach 30 Ligaspielen wechselte er im Januar 2025 in die zweite Liga. Hier schloss er sich in Akita Blaublitz Akita an.

## Erfolge
Albirex Niigata
- Japanischer Zweitligameister: 2022  ▲